# 停止 (爵位)
爵位制度における停止（ていし、英: abeyance）は、主にイングランド貴族の男爵位について相続が発生し複数の共同相続人が存在する場合に、優劣を決められず誰も承継できないために爵位が停止状態となることをいう。
なお、本項では爵位の休止（きゅうし、英: dormant）についても述べる。

## 爵位の停止

### 概要
一般にヨーロッパ大陸における貴族の爵位は兄弟全員が承継できるが、イギリスの爵位は常に一人だけが相続する。爵位は終身であり、繰上勅書が発行された場合を除き、生前に譲ることはできない。爵位保有者が死去したときには、その爵位に定められた方法に従って爵位承継が行われる。
勅許状により創設された爵位の大半はその承継方法として「初代の直系の嫡出の男系男子」と定められているが、爵位によってはそれとは異なる場合もあり、女子が爵位を承継できることもあり得る。また、議会召集令状  によって創設された古いイングランド貴族男爵位は承継方法が定められていなかったため、相続人の中に男子不在の場合、当時のイングランド相続法に従って女子が承継することとなる。これらの場合複数の女子やその系統があるときには、それら全員が共同相続人となり優劣は規定されていないため、爵位承継者は決められないこととなり、その爵位は「停止」となる。そのため議会召集令状による男爵位の多くが停止状態のままとなっている。なお、イングランドと同君連合になる前のスコットランド貴族は、承継者に男子がいない場合女子が継承でき、姉妹がいる場合は長女が優先するのが通例であった。

### 停止状態の終了
もし共同相続人が子女・配偶者なく死亡するなどして最終的に一人だけが残った場合、爵位の承継を主張することができ、停止状態は終了する。しかし男子があらわれない限り潜在的な相続人の数は増え続けるため、これが膨大な数になることもある。
また、共同相続人は国王に停止状態の終了を請願することができる。国王は請願を許可することができるが、申立人の血統に何らかの疑いがある場合、その請願は通常、権限委員会 (Committee for Privileges) に委ねられる。請願が反対されない場合、委員会は共謀の証拠があるとき、その爵位の停止状態が1世紀超に及ぶとき、あるいは請願人が権利の3分の1未満しか保有しないときを除き、裁定を行う。
この原則は17世紀に考案されたが、現在では17世紀以降に限らず、その数百年前に到るまでさかのぼって適用することが行われている。とはいえこの原則がいつもその通り行われているとは限らない。例えば第8代デ・ラ・ウェア男爵には3人の息子が残っていたが、長男は子供がないまま死去し、次男には2人の娘、三男には1人の息子がいた。現代の法律では爵位は次男の2人の娘の間で停止状態となり、停止がのちに解決して娘のどちらかが爵位を承継したとしても、余人は誰も異議をとなえることはできない。しかしながら1597年、三男の孫が爵位とその優先権を主張した。 (彼の父親は1570年にデ・ラ・ウェア男爵に再叙爵されていた。)
1604年、ル・ディスペンサー男爵の事案は、はじめて「解消」された「停止」となった。2番目の解消は1660年のイングランド王政復古の際に発生した。その後のほとんどの「停止」は、家族の財産の所有者の賛成の元、数年内に解決した。
爵位が「停止」のまま数世紀にわたり残ることも可能である。例えばコッドノアのグレイ男爵位は1496年から1989年まで490年以上「停止」状態にあり、ヘースティングズ男爵位は1542年から1841年まで299年間「停止」されていた。他のいくつかの男爵位が13世紀に「停止」となっているが、未だに終了はしていない。男爵位よりも高位の爵位のうち、現代でも「停止」となっているのはのちに統合されたアーリントン伯爵位とセットフォード子爵位が挙げられるほか、クロマーティ伯爵位も1893年より2年間停止していた。
長い「停止」状態の後イギリスの爵位を主張するのは簡単ではない。1927年、議会の「停止状態の爵位に係る特別委員会」 (Select Committee on Peerages in Abeyance) は、「停止」が100年を超えている場合、または申請者が権利の3分の1以下しか保有していない場合、請願は検討されるべきではないことを推奨した。コッドノアのグレイ男爵位については、この提言が国王に対して行われる前に請願が提出されたので、この原則の例外として扱われた。

### 停止状態が終了した男爵位の例
- カモイズ男爵（英語版） - 1426年停止、413年後の1839年終了[8]。
- クロムウェル男爵 - 1454年に停止、1490年に終了、1497年に停止、1923年に終了[9][10]。
- モウブレー男爵 - 1481年ごろに停止、1483年に終了し[11]、1777年に再度停止した後100年後の1877年に終了[8]。
- コッドノアのグレイ男爵（英語版） - 1496年停止[12]、493年後の1989年に終了[13]。
- ド・ルース男爵 - 1508年停止、4年後に終了[14]、1687年に停止、1806年に終了[15]、1939年に停止、1943年に終了[16]、1956年に停止、1958年に終了[17][18]。
- ヘースティングズ男爵（英語版） - 1542年停止、299年後の1841年終了[19]。
- ブレイ男爵（英語版） - 1557年停止、1839年終了[20]、1862年停止、1879年終了[21]。
- ストラボギー男爵（英語版） - 1600年ごろ停止、1916年終了[22]。
- ハワード・ド・ウォルデン男爵 - 1688年停止、1784年終了[8]、1797年停止、1799年終了[23]、1999年停止、2004年終了[24]。

## 爵位の休止

### 概要
爵位の休止 (きゅうし、英: dormant) とは、爵位を継承すべき男子が存在する可能性があるが未確定、あるいはその権利保持者が爵位回復に対する請願 (claim) を行っていない状況を指す。この場合、廃絶(extinct)扱いできないため、『休止』と表現する。したがって、回復可能性のあった男子全員の死が立証された場合、その爵位はあらためて廃絶となる。また、権利保持者存在性の明確さにおいて「停止」とは異なる。

### 休止された爵位・準男爵位の例
- オックスフォード伯爵 - 1141年創設のイングランド貴族爵位。20代にわたって続いたが1703年に休止となった。
- オーモンド伯爵 - 1328年にその第1期が創設されたアイルランド貴族爵位。1997年休止。
- カークブリー卿 - 1633年創設のスコットランド貴族爵位。1832年休止[25][26]。
- キンロス卿 - 1602年創設のスコットランド貴族爵位。1747年休止となったが、1868年に継続していることが確認され、2019年現在に至る[27]。
- クリントン男爵 - 1298年創設のイングランド貴族爵位。1692年に停止、1721年に解除、1751年に停止、1760年に解除、1791年に休止、1794年に継続が確認された[28]。1957年に停止、1965年に解除され、2019年現在に至る[29]。
- クロフォード伯爵 - 1398年創設のスコットランド貴族爵位[30]。1808年に休止となった。その後、1848年に貴族院の決定により継承者が確認された[31]。
- テンプル準男爵 - 1611年創設のイングランド準男爵位。1786年休止[32]。
- アラン伯爵 - 1503年創設のスコットランド貴族爵位。1651年に休止となったが、1661年に再交付された[33][34]。
- シンクレア卿（英語版） - 1449年創設のスコットランド貴族爵位。1674年に休止状態となったが、1677年に継承規定が改訂され継承順位が定められた[35]。
- ミルタウン伯爵 - 1763年創設のアイルランド貴族爵位[36]。1891年休止[37]。
- モイニハン男爵 - 1929年創設の連合王国貴族爵位[38]。1991年に休止状態となったが、1997年に貴族院特権委員会の裁定により相続権者が決定した[39][40] 。